# Luma chequen
Espèce
Statut de conservation UICN

 LC  : Préoccupation mineure
Luma chequen, de nom vulgaire Myrte du Chili, est une espèce de plantes à fleurs de la famille des Myrtaceae et du genre Luma, endémique des forêts centrales andines situées entre le Chili et l'Argentine. Au Chili, on le rencontre de la région de Coquimbo à la région de Los Lagos, c'est-à-dire de 30 à 41° de latitude sud.

## Noms communs
- Chequén, Huillipeta, Myrte de Santiago, Berraco, Myrte blanc, du mapudungún cheken[3],[4],[5],[6]
- Au Pérou : arrayan de castilla[7].

## Description

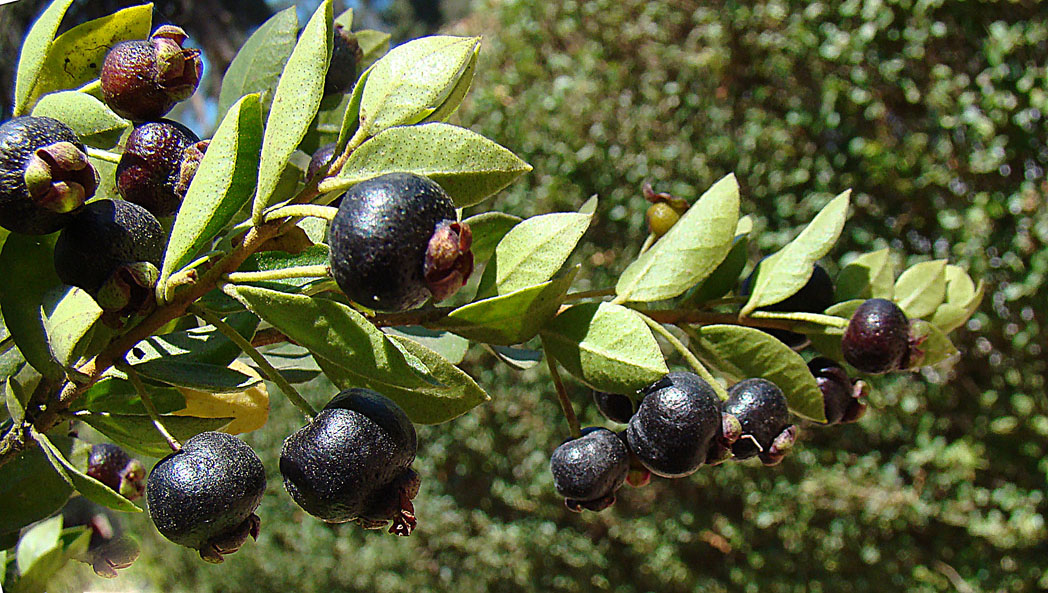
Rameau de myrte du Chili avec ses fruits.

C'est un arbuste ramifié de taille moyenne, atteignant 9 m, à l'écorce brun grisâtre. Les feuilles sont coriaces, ovales, larges et courtes. Les fleurs sont blanches, axillaires et solitaires. La plante entière dégage un parfum agréable.
Le fruit est une drupe comestible, violet foncé, d'un centimètre de diamètre, qui mûrit au début de l'automne.

## Habitat et écologie
Il est associé à des espèces forestières sclérophylles dans les régions septentrionales de son aire de répartition, aux côtés de Cryptocarya alba, Quillaja saponaria, Lithraea caustica et  Peumus boldus. Dans la partie sud de sa distribution, il peut être associé à Nothofagus dombeyi, Myrceugenia exsucca, Blepharocalyx cruckshanksii et Drimys winteri.

## Utilisations en médecine populaire
Le myrte du Chili est tonifiant et stimule l’appétit. Astringent, il est utilisé sous forme de lavements pour traiter la diarrhée. Balsamique, il soulage la toux et est utilisé contre l'asthme et la bronchite.

## Introduction aux États-Unis
Il a été introduit sur la côte Pacifique Nord des États-Unis comme plante ornementale lors de la ruée vers l'or en Californie.

## Synonymes
Le myrte du Chili a été classé par divers auteurs dans les genres Eugenia, Myrceugenella et Myrtus. Voici la liste des synonymes de Luma chequen :
- Eugenia bella Phil. (synonyme ambigu)
- Eugenia chekan DC.
- Eugenia chequen Molina
- Eugenia gayana Barnéoud
- Eugenia myrtomimeta Diels
- Eugenia pulchra O. Berg
- Luma gayana (Barneoud) Burret
- Myrceugenella chequen (Molina) Kausel
- Myrceugenella chequen var. myrtomimeta (Diels) Kausel
- Myrceugenella gayana (Barneoud) Kausel
- Myrceugenella langerfeldtii Kausel
- Myrtus chequen (Molina) Spreng.
- Myrtus gayana (Barnéoud) O. Berg
- Myrtus gayana var. major O. Berg
- Myrtus luma Schau. (synonyme ambigu)
- Myrtus uliginosa Miq.